# Colossus-klass (hangarfartyg)
Colossus-klass eller 1942 Design Light Fleet Carrier, vanligtvis känd som British Light Fleet Carrier, var en design för lätta hangarfartyg som skapades av Royal Navy under andra världskriget och användes av åtta flottor mellan 1944 och 2001. De var designade och konstruerade av civila skeppsvarv för att fungera som ett mellansteg mellan de dyra, fullstora flotthangarfartygen och de mindre kostsamma eskorthangarfartygen med begränsad kapacitet.
Alla 16 lätta hangarfartyg beställdes och kölsträcktes till Colossus-klassens design under 1942 och 1943. Bara åtta färdigställdes till denna design dock. Av dessa togs fyra i tjänst före krigsslutet och ingen deltog i strid. Ytterligare två försågs med underhåll och verkstäder i stället för flygplanskatapulter och bromsutrustning och togs i tjänst som underhållshangarfartyg. De slutliga sex fartygen modifierades under konstruktion för att hantera större och snabbare flygplan, och ombetecknades till Majestic-klass. Dessa sex fartyg var fortfarande under konstruktion vid krigsslutet och fortsatta arbeten avbröts. Fem färdigställdes dock till slut (sista togs i tjänst 1961), men den sjätte nedmonterades för reservdelar och skrotades.
Fastän hangarfartygen i Royal Navy inte färdigställdes i tid för strid under andra världskriget deltog de i Koreakriget och Suezkrisen. Under Suezkrisen genomförde två fartyg i Colossus-klassen den första fartygsbaserade helikopteranfallet någonsin. Fyra av Colossus-fartygen och alla fem färdigställda Majestic-fartygen såldes till sju utländska nationer: Argentina, Australien, Brasilien, Kanada, Frankrike, Indien och Nederländerna. Inga Majestic-fartyg opererades av Royal Navy och tre fartyg tjänstgjorde i tre olika flottor under deras karriärer. Utrikesopererade lätta flottor deltog i Koreakriget, Indokinakriget, Vietnamkriget, Indisk-pakistanska kriget 1971 och Falklandskriget. Med undantag för Majestic-fartyget INS Vikrant, som bevarades som ett museifartyg, skrotades alla hangarfartyg.

## Lista över fartyg i klassen
- Colossus – togs i tjänst 1944, först utlånad och sedan såld till franska flottan, skrotad 1978
- Glory – togs i tjänst 1945, skrotad 1961
- Ocean – togs i tjänst i augusti 1945, skrotad 1962
- Perseus – togs i tjänst i oktober 1945, skrotad 1958
- Pioneer – togs i tjänst i februari 1945, skrotad 1954
- Theseus – togs i tjänst 1946, skrotad 1962
- Triumph – togs i tjänst 1946,  skrotad 1981
- Venerable – togs i tjänst i januari 1945, såld till Nederländerna 1948 och såldes senare vidare till Argentina. Togs 2006 till Indien där det tros ha blivit skrotat.
- Vengeance – togs i tjänst i januari 1945, såldes till Australien och tjänstgjorde där mellan 1953 och 1955. Såldes sedan vidare till Brasilien 1956. Togs ur tjänst 2001 och skrotades 2004.
- Warrior – togs i tjänst i januari 1946, lånades tillfälligt ut till Kanadas flotta men såldes senare till Argentina. Skrotad på 1970-talet.